# Sandviș

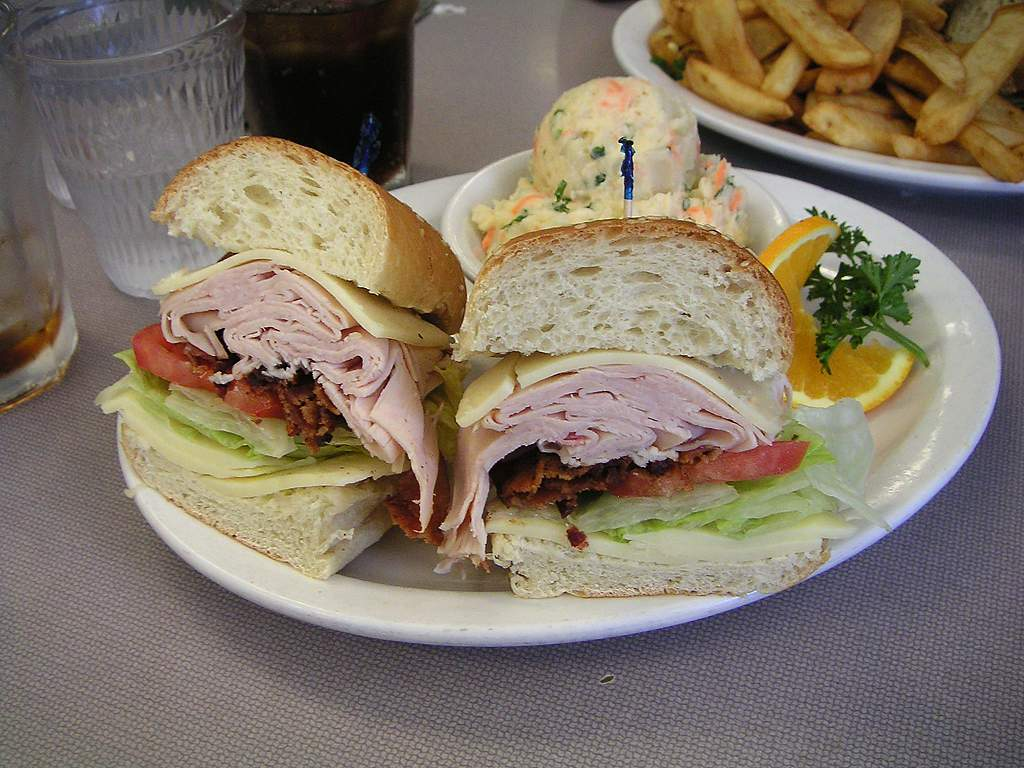
Sandviș american

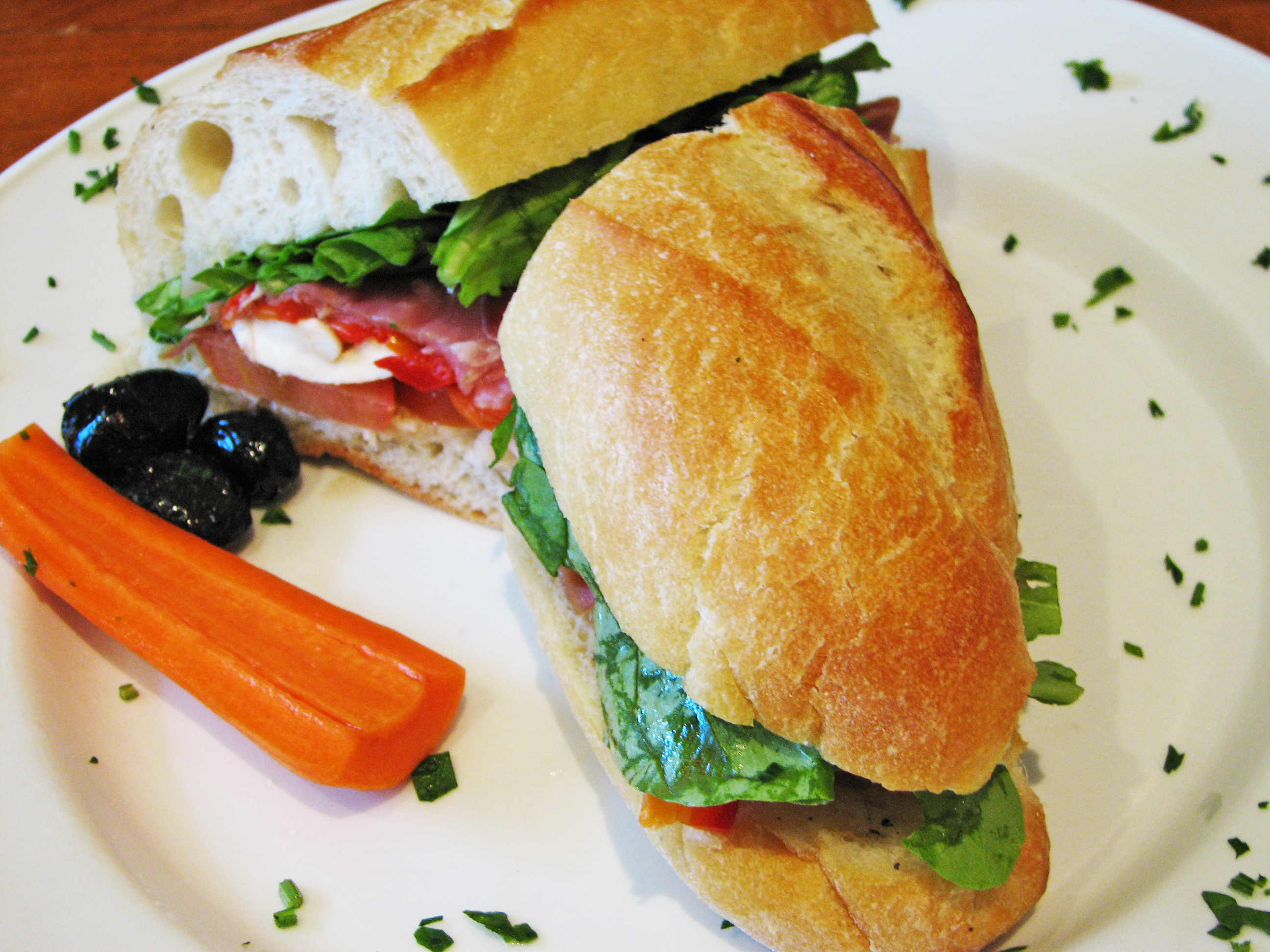
Sandviș italian

Un sandviș (din engleză sandwich) este un fel de mâncare, de obicei fiind format din două sau mai multe felii de pâine cu unul sau mai multe straturi între,cu unul sau mai multe toppinguri, numit sanviș deschis. Sandvișurile sunt o masă de prânz foarte populară, fiind luate la școală sau la serviciu, sau la picnicuri ca parte a unui prânz împachetat. Conțin, în general, o combinație de legume proaspete, carne, brânză și o varietate de sosuri și condimente. Sunt vândute des în restaurante și cafenele.

## Etimologie
Probabil acest tip de aperitiv a fost preparat din cele mai vechi timpuri, însă cel ce dă numele și îl popularizează este John Montagu, al IV-lea conte de Sandwich în secolul al XVIII-lea care, pasionat de jocul de cărți, consuma acest aperitiv în timp ce juca la masă. Faptul că se prepara ușor, precum și faptul că putea fi ușor transportat și consumat în situații atipice pentru servirea mesei i-a adus popularitate atât în țara lui de origine cât și oriunde în lume.
În România a pătruns sub denumirea englezească în secolul al XX-lea, ulterior, sub aspectul dezvoltării vieții urbane, s-a impus printre produsele denumite generic minuturi, sau, cum sunt cunoscute mai nou, prin invazia masivă a termenilor anglo-saxoni din ultimii 15 ani, fast food.